# Ácido valerénico
Ácido valerénico con fórmula C15H22O2, es un sesquiterpeno constituyente del aceite esencial de la planta valeriana. No debe confundirse con el ácido valérico.
La valeriana se utiliza como una base de hierbas sedantes que puede ser útil en el tratamiento de insomnio.
El mecanismo exacto de su acción no ha sido establecido. Es probable que varios componentes diferentes de la planta contribuyen al efecto. Ácido valerénico se piensa que es al menos parcialmente responsable de los efectos sedantes.
Un estudio realizado en 2004 encontró que el ácido valerénico actúa como un subtipo selectivo de GABA, un receptor agonista en del tallo cerebral de rata neonatal. El mecanismo de esta acción no podría ser dilucidado en este estudio.
Un estudio realizado en 2007 sobre los receptores GABA de varias composiciones, expresados en oocitos de Xenopus (huevos de rana), encontró que el ácido valerénico actuaba principalmente en α1β2 y α1β3 subtipos de estos receptores. Sólo los canales que incorporan subunidades β2 o β3 fueron estimuladas por el ácido valerénico. La modulación de la acción del canal iónico no fue significativamente dependiente de la incorporación de las subunidades α1, α2, α3 o α5.
Un estudio realizado en 2005, in vitro (el material de receptor no se especifica en el extracto), se ha encontrado extracto de valeriana, así como ácido valerénico siendo receptor de 5-HT (receptor de la serotonina) agonistas parciales. Parte de los estudios de unión se centraron en la 5HT 5A receptor, que se distribuye en el núcleo supraquiasmático . Se trata de una pequeña región del cerebro que está implicada en el ciclo sueño-vigilia.
Un estudio realizado en 2006 encontró extracto de valeriana, así como ácido valerénico para inhibir NF-κB, un complejo de proteínas que controla la transcripción de ADN, en HeLa (células de cáncer humano cultivadas). Esto se midió con la IL-6 / Luc (Interleucina-6/luciferasa) como una herramienta de medición. El estudio se menciona que dicha inhibición puede estar conectada a la informado acción antinflamatoria de la planta de la valeriana.